# لوکاس روسی
لوکاس روسی (اسپانیایی: Lucas Rossi‎؛ زادهٔ ۲ ژوئن ۱۹۸۵) بازیکن هاکی روی چمن اهل آرژانتین است که در مسابقات کشوری و بین‌المللی در مجموع برندهٔ 8 مدال طلا، 2 مدال نقره، 1 مدال برنز شده‌است.